# Domingos José Martins
Domingos José Martins   (Marataízes, 9 de maig de 1781 - Salvador, 12 de juny de 1817) va ser un comerciant i revolucionari brasiler.
Va ser líder i màrtir de la Revolució Pernambucana, important moviment republicà ocorregut el 1817. Entusiasta dels ideals liberals i lligat a la francmaçoneria anglesa, Martins va fer campanya recolzant els drets dels afrodescendents, una gosadia en mig d'una regió dominada pels terratinents amos de ma d'obra esclava. El seu nom està inscrit en el Llibre dels Herois i Heroïnes de la Pàtria.

## Biografia

### Infantesa i periple per Europa
Fill del capità de milícies Joaquim José Martins i de Joana Luíza de Santa Clara Martins, Domingos José Martins va néixer a Sítio Caxangá (actual Marataízes), al litorial sud d'Espírito Santo. El seu pare comandava una caserna de vigilància a la platja de Boa Vista, destinada a fiscalitzar i impedir el desembarcament clandestí d'africans. La caserna també servia de suport i protecció als viatgers dels atacs d'indígenes dels pobles botocudos i puris. Després de donar de baixa de la carrera militar, va passar a exercir activitat comercial a casa sorpresa en l'antic carrer de les Flores.
Va iniciar els estudis primaris en la capital de l'estat d'Espírito Santo, Vitória, completant la seva formació a Portugal. A continuació, marxaria a Londres, on va incorporar-se a l'empresa portuguesa Dourado Dias & Carvalho, de la que n'esdevendria soci. Maçó, va fer amistats en els ambients liberals i un dels seus amics més propers va ser el general Francisco de Miranda, qui havia lluitat en la guerra de la Independència dels Estats Units. Miranda va participar també d'una temptativa d'emancipació de Colòmbia el 1805, sufocada pels espanyols.

### Pernambuco
Va establir-se a Recife el 1813. La capitania de Pernambuco era, en aquella època, la més rica del Brasil i acollia l'elit intel·lectual de la colònia. Allà va entrar a formar part d'una família acabalada quan es va casar amb Maria Teodora da Costa, filla del coronel Bento José da Costa.
Innegablement, Martins va ser un observador intel·ligent que va percebre l'evolució de les idees liberals a Europa i va comprendre les aspiracions independentistes a Llatinoamèrica. Pernambuco hauria de ser per a ell un capítol gloriós de tot aquest gran procés. Els que en l'època van tractar amb ell, el descrivien com una persona amb gran capacitat de resolució, que li agradava manar i gastar, ambiciós i afable.

### Revolució i mort
La Revolució Pernambucana de 1817 va sorgir com una reacció a la situació econòmica de la regió, que havia de suportar bona part del cost de mantenir la Cort Reial a Rio de Janeiro a través de nous impostos, mentre l'any anterior havia patit una greu sequera que va provocar greus pèrdues en les plantacions de canya de sucre i cotó. També les idees liberals que arribaven d'Europa xocaven frontalment contra la visió centralista de Joan VI, qui reduïa progressivament l'autonomia i el poder polític local.
El 6 de març, el governador pernambucà va saber dels plans dels rebels i va manar detenir els organitzadors. Aquests van anticipar-se, iniciant l'aixecament. Amb el suport de la burgesia, l'església i part de l'exèrcit, els monarquistes van rendir-se un parell de dies després. La revolta va nomenar un govern provisional per a la República Pernambucana. Durant el mes d'abril, la corona va organitzar les tropes que per terra i mar es dirigiren a Pernambuco; mentre la nova república cercava suport a les capitanies veïnes de Bahia i Rio Grande do Norte i als Estats Units d'Amèrica, sense èxit. Així, el maig de 1817 la infanteria monàrquica va arrasar l'interior de Pernambuco fins a arribar a la capital, que ja havia estat sitiada pels bucs de la marina portuguesa.
Recife va caure el 19 de maig. Amb la derrota dels revolucionaris, Domingos José Martins va ser capturat. Com el governador portuguès de Pernambuco havia sigut expulsat durant la proclamació de la República, Martins i tretze revolucionaris més van ser enviats a Bahia, on foren jutjats i sentenciats a la pena capital pel crim de lesa majestat. Fou afusellat el 12 de juny, al Camp de la Pólvora de Salvador.

## Llegat

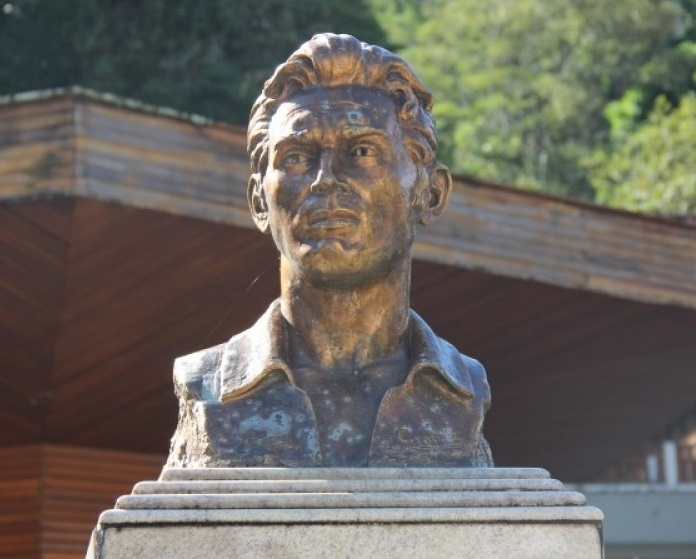
Bust de Domingos Martins situat a la ciutat que porta el seu nom.

Domingos José Martins va ser homenatjat per la Policia Civil de l'estat d'Espírito Santo, que va nombrar-lo patró, així com també és patró de l'Institut Històric i Geogràfic d'Espírito Santo (IHGES) a Vitória, la data del qual de fundació el 12 de juny de 1916 es va donar 99 anys després de la seva mort.
El municipi de Santa Isabel, a la serra capixaba, va ser rebatejat amb el nom de Domingos Martins l'any 1921.
El 16 de setembre de 2011 a president de la República, Dilma Rousseff va sancionar la llei 12.488, d'autoria del Diputat Federal Maurício Rands, que va inscriure el nom de Domingos Martins en el Llibre dels Herois i Heroïnes de la Pàtria, el qual està dipositat en el Panteó de la Pàtria i de la Llibertat Tancredo Neves, a Brasília.